# Paul Seiler
Paul Seiler (* 11. Juni 1873 in Neustadt im Schwarzwald; † 9. Juni 1934 in Frankfurt am Main) war ein deutscher Bildhauer und Medailleur.

## Leben
Seiler wurde nach einem kurzen Aufenthalt in Paris 1901 Schüler an der Kunstgewerbeschule Frankfurt. Danach betätigte er sich drei Jahrzehnte lang als freischaffender Bildhauer in Frankfurt am Main, wo er eine Reihe von Denkmälern und Plastiken schuf. Eine Sammlung von Medaillen, Plaketten und Medaillons, aus der Zeit von 1902 bis 1912 befindet sich im Münzkabinett des Historischen Museums Frankfurt. 1903 fertigte Seiler die Amtskette des Oberbürgermeisters der Stadt Frankfurt sowie den goldenen Kaiserpokal und das silberne Schreibzeug für den Römer, alles nach Entwürfen von Ferdinand Luthmer. Paul Seiler verstarb 2 Tage vor seinem 61. Geburtstag in Frankfurt am Main.

## Kunst im öffentlichen Raum

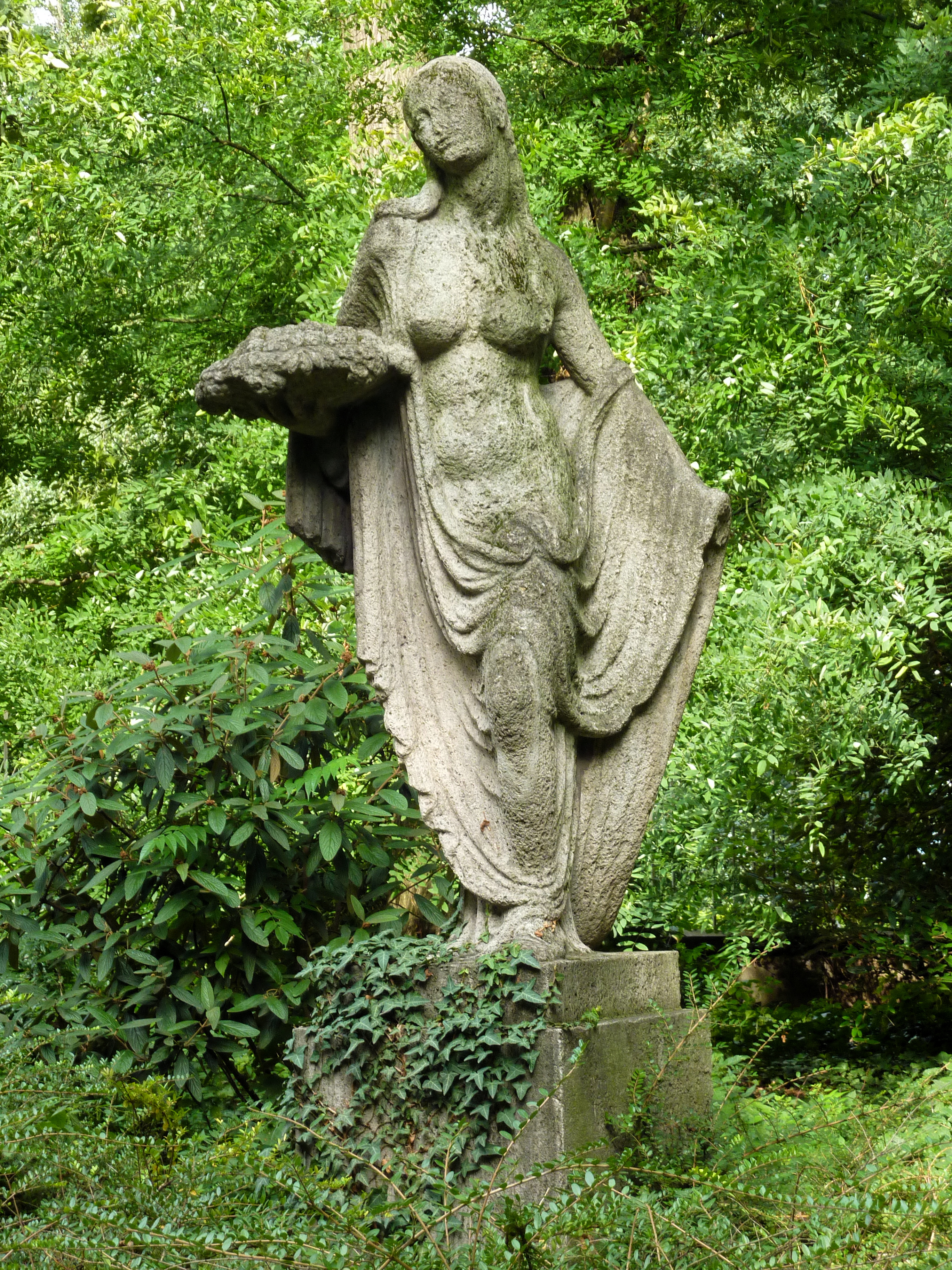
Flora in der Taunusanlage

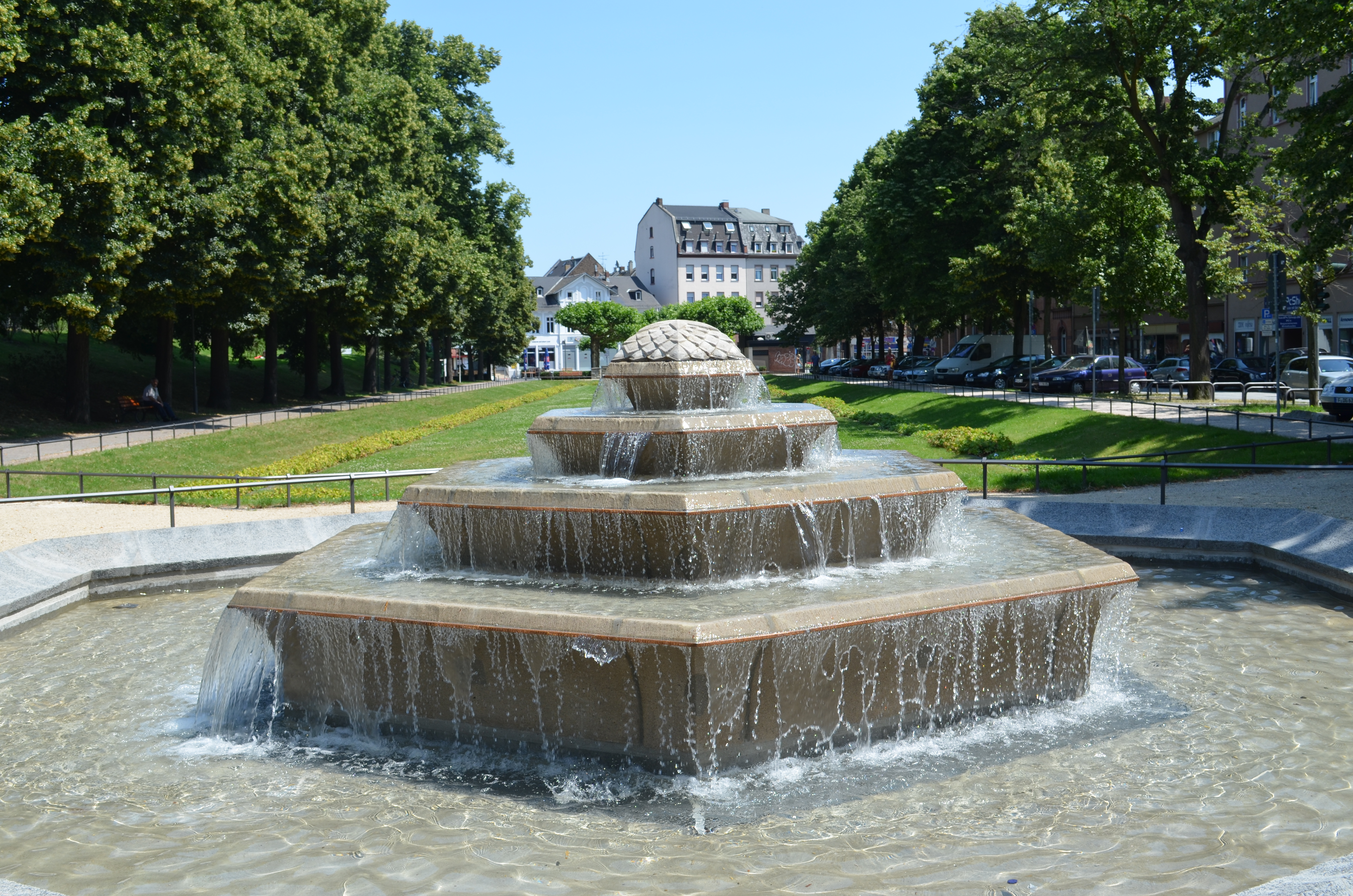
Kaskadenbrunnen Frankfurt-Höchst

- Nach 1902: Flora, neoklassizistische Frauenstatue in der Taunusanlage, Frankfurt am Main.[1] Die Figur war im Juli 2014 vollkommen mit Moos und Algen bewachsen, sodass ihre Schönheit kaum noch gesehen werden konnte.[2]
- 1923: Portalfiguren und Apostelaltar der Pfarrkirche St. Peter und Paul in Dettingen am Main (Karlstein). Architekten waren Dominikus Böhm und Martin Weber.
- 1926: Kaskadenbrunnen vor dem Bahnhof in der heutigen Bruno-Asch-Anlage in Frankfurt am Main-Höchst. Die Anlage und der Brunnen wurden in den Jahren 2011/2013 überholt und einschließlich der tiefergelegten Bowling Greens in den ursprünglichen Zustand versetzt.[3]
- 1926: Altarretabel der Pfarrkirche St. Judas Thaddäus in Stockheim (Glauburg).
- 1926: Kreuzigungsgruppe als Fassadenbekrönung der Pfarrkirche St. Johann Baptist in Neu-Ulm.[4]
- 1928: Liegender Krieger, Figur in der Rotunde des Ehrenmals für die Gefallenen des Ersten Weltkriegs auf dem Frankfurter Hauptfriedhof. Die Rotunde selbst ist ein Entwurf des Architekten Hermann Senf.
- 1929: Kriegerehrenmal für die Gefallenen des 1. Weltkrieges, Friedhof Griesheim, Waldschulstraße, Frankfurt-Griesheim. Ein ca. 12 Meter langes liegendes Mal aus Basalt mit darauf applizierten Bronzezeichen.[5] Den Treppenzugang flankieren steinerne liegende Kriegergestalten, die von Seiler geschaffen wurden.
- 1934: Ehrenmal für die Gefallenen 1914/1918, Säule gemauert aus Vilbeler Bruchstein und Taunusschiefer im Ostteil des Kurparks der Stadt Bad Vilbel. Die beiden Längsseiten der von einem Eisernen Kreuz bekrönten Säule zeigen jeweils drei marschierende Soldaten in Uniform und mit Stahlhelmen und geschulterten Gewehren. Die Frontseite trägt die Inschrift Den gefallenen Helden Ehre und Dank, die Rückseite zeigt die Inschrift: Die Stadt Vilbel ihren gefallenen Söhnen. Auf einer halbkreisförmigen Mauer, hinter dem Ehrenmal sind auf vier Bronzetafeln die Namen der Opfer des Ersten Weltkriegs verzeichnet. Die Anlage wurde 2012 instand gesetzt und mit einer Informationstafel versehen,[6] die 2014 durch eine nochmals neu gestaltete und mit neuem Text versehene Tafel ersetzt wurde.[7]